# Eruga gutfreundi
Eruga gutfreundi är en stekelart som beskrevs av Ian D. Gauld 1991. Eruga gutfreundi ingår i släktet Eruga och familjen brokparasitsteklar. Inga underarter finns listade i Catalogue of Life.